# Haplodrassus dentatus
Haplodrassus dentatus är en spindelart som beskrevs av Xu och Song 1987. Haplodrassus dentatus ingår i släktet Haplodrassus och familjen plattbuksspindlar. Inga underarter finns listade i Catalogue of Life.